# خودروسازی مک‌لارن

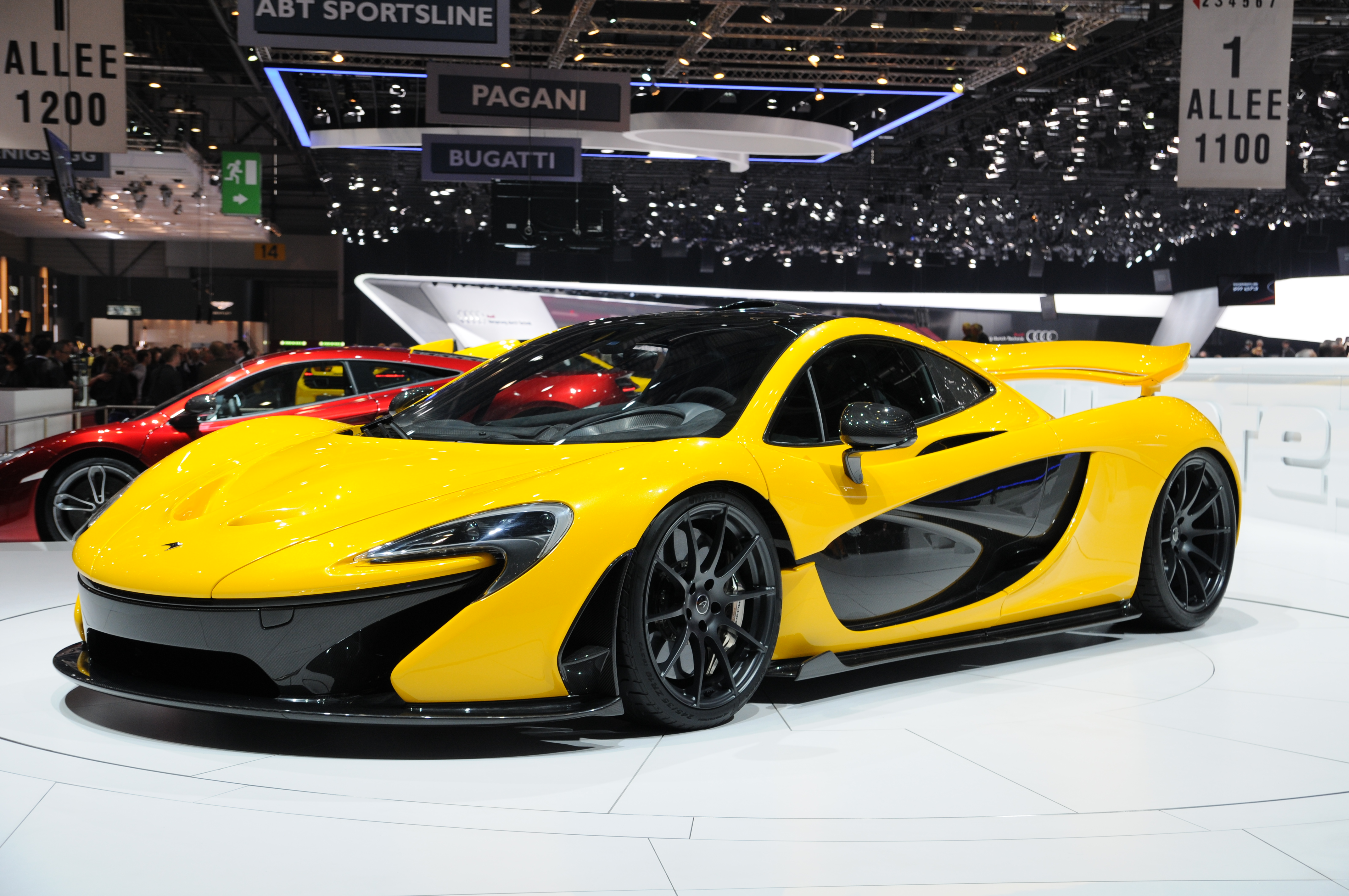
مک‌لارن پی۱

مک‌لارن اتوموتیو، که به‌طور عام با نام مک‌لارن شناخته می‌شود، تولیدکننده خودروهای اسپرت بریتانیایی است. مک‌لارن با هدف ساخت خودروهای شهری با فناوری خودروهای مسابقات فرمول یک در سال ۱۹۸۹ با نام مک‌لارن کارز تأسیس شد. این شرکت همکاری نزدیکی با تیم فرمول یک مک‌لارن ریسینگ دارد و بخشی از گروه مک‌لارن است.

## مک‌لارن اف۱
مک‌لارن اف۱ نخستین محصول تولید مک‌لارن است. اف۱ خودروی هایپر کار تک نفره‌ای است که توسط گوردون مورای طراحی شده است. موتور این خودرو ۱۲ سیلندر ساخت ب‌ام‌و است که حجم آن ۶۰۶۴ سی‌سی است و ۶۲۷ اسب‌بخار نیرو تولید می‌کند. شتاب صفر تا ۹۷ کیلومتر این خودرو ۳ ثانیه است.
تولید اف۱ در سال ۱۹۹۲ آغاز شد. مدل ال‌ام این خودرو در سال ۱۹۹۵ و مدل جی‌تی در سال ۱۹۹۷ عرضه شد. مدل جی‌تی‌آر از این خودرو هم بین سال‌های ۱۹۹۵ تا ۱۹۹۷ تولید شد. تولید این خودرو در ماه مه سال ۱۹۹۸ پس از ساخت ۱۰۰ دستگاه متوقف شد. در مجموع ۶۴ دستگاه اف۱، پنج دستگاه مدل اف۱ ال‌ام، سه دستگاه جی‌تی، ۹ دستگاه جی‌تی‌آر۹۵، ۹ دستگاه جی‌تی‌آر۹۶ و ده دستگاه جی‌تی‌آر۹۷ ساخته شد. با سرمایه‌گذاری صندوق ثروت دولتی ممتلکات کشور بحرین، از این پس شرکت خودروسازی سوپر اسپرت بریتانیایی مک لارن به کشور بحرین تعلق دارد.

## مک‌لارن اس‌ال‌آر (پروژه پی۷)
در سال ۱۹۹۹ مک‌لارن با همکاری مرسدس بنز مدل اس‌ال‌آر را طراحی کرد. آن زمان دایملر-کرایسلر بیشتر سهام مک‌لارن را در اختیار داشت و موتور تیم مسابقات فرمول یک مک‌لارن را هم از طریق مرسدس بنز، شرکت اقماری خود، تأمین می‌کرد. اس‌ال‌آر موتور هشت سیلندر ۵٫۵ لیتری داشت که ۶۲۶ اسب بخار نیرو تولید می‌کرد. شتاب صفر تا ۹۷ کیلومتر در ساعت این خودرو ۳٫۵ ثانیه بود. در سال ۲۰۰۶ مدل قوی‌تری از اس‌ال‌آر به نام اس‌ال‌آر ۷۲۲ ادیشن عرضه شد که ۶۵۰ اسب‌بخار قدرت با حداکثر سرعت ۳۴۰ کیلومتر در ساعت داشت. در سال ۲۰۰۷ مک‌لارن اس‌ال‌آر کانورتیبل ساخته شد.